# Ashtone Morgan
Ashtone Morgan, né le 9 février 1991 à Toronto en Ontario, est un joueur international canadien de soccer. Il joue au poste d'arrière gauche.
Il est parmi l'un des premiers jeunes formés au club à passer professionnel au Toronto FC, formation avec laquelle il demeure une décennie. Il évolue ensuite deux saisons avec le Real Salt Lake avant de quitter la MLS pour rejoindre le Forge FC en Première ligue canadienne où il met un terme à sa carrière sportive en juillet 2023.

## Biographie

### Parcours en club
Natif de Toronto, Ashtone Morgan commence le soccer au Lynx de Toronto, puis il rejoint l'académie du Toronto FC à l'âge de seize ans en 2008.
Après neuf saisons avec le Toronto FC, il est libéré à la fin de la saison 2019,. Le 21 janvier 2020, il rejoint librement le Real Salt Lake.
Le 1er février 2022, il retourne au Canada et s'engage avec le Forge FC, formation de Première ligue canadienne, et renforce l'équipe qui s'apprête à découvrir la Ligue des champions de la CONCACAF en 2022.
Il annonce mettre un terme à sa carrière sportive le 31 juillet 2023 après quatorze saisons passées dans le soccer professionnel.

### Parcours en sélection (2011-2020)
Ashtone Morgan est convoqué pour la première fois en équipe du Canada par le sélectionneur national Stephen Hart, pour des matchs des éliminatoires de la Coupe du monde de 2014 contre Sainte-Lucie et Porto Rico le 29 septembre 2011. Le 7 octobre, il honore sa première sélection contre Sainte-Lucie. Lors de ce match, il entre à la 71e minute de la rencontre, à la place de Simeon Jackson, puis il délivre sa première passe décisive en faveur de son coéquipier Iain Hume. Le match se solde par une large victoire de 7-0 des Canadiens. Puis, le 27 juin 2013, il fait partie des 23 appelés par le sélectionneur national Colin Miller pour la Gold Cup 2013. Lors de ce tournoi, il dispute une rencontre contre le Panama. Le Canada est éliminée au premier tour.
Il participe à sa deuxième Gold Cup en juillet 2015. Lors de cette compétition, il ne dispute aucune rencontre. Le Canada est éliminée au premier tour. Le 30 mai 2019, il fait partie des 23 appelés par le sélectionneur national John Herdman pour la Gold Cup 2019. Lors de cette compétition, il joue deux matchs contre Cuba et Haïti. Le Canada s'incline en quart de finale face à Haïti.

## Statistiques

### Statistiques détaillées
| Saison                | Club                  | Championnat           | Championnat | Championnat | Championnat | Coupe(s) nationale(s) | Coupe(s) nationale(s) | Coupe(s) nationale(s) | Compétition(s) continentale(s) | Compétition(s) continentale(s) | Compétition(s) continentale(s) | Compétition(s) continentale(s) | Séries | Séries | Séries | Total | Total | Total |
| Saison                | Club                  | Division              | M.          | B.          | P.d.        | M.                    | B.                    | P.d.                  | Comp.                          | M.                             | B.                             | P.d.                           | M.     | B.     | P.d.   | M.    | B.    | P.d.  |
| 2010                  | Toronto FC            | MLS                   | -           | -           | -           | -                     | -                     | -                     | LCC                            | 1                              | 0                              | 0                              | -      | -      | -      | 1     | 0     | 0     |
| 2011                  | Toronto FC            | MLS                   | 14          | 0           | 2           | 0                     | 0                     | 0                     | LCC                            | 8                              | 0                              | 0                              | -      | -      | -      | 22    | 0     | 2     |
| 2012                  | Toronto FC            | MLS                   | 30          | 0           | 3           | 4                     | 0                     | 0                     | LCC+LCC                        | 4+4                            | 0                              | 0+3                            | -      | -      | -      | 42    | 0     | 6     |
| 2013                  | Toronto FC            | MLS                   | 22          | 0           | 1           | 2                     | 0                     | 0                     | -                              | -                              | -                              | -                              | -      | -      | -      | 24    | 0     | 1     |
| 2014                  | Toronto FC            | MLS                   | 3           | 0           | 0           | 2                     | 0                     | 0                     | -                              | -                              | -                              | -                              | -      | -      | -      | 5     | 0     | 0     |
| 2015                  | Toronto FC            | MLS                   | 19          | 0           | 2           | 1                     | 0                     | 0                     | -                              | -                              | -                              | -                              | 0      | 0      | 0      | 20    | 0     | 2     |
| 2016                  | Toronto FC            | MLS                   | 7           | 0           | 0           | 2                     | 0                     | 1                     | -                              | -                              | -                              | -                              | 0      | 0      | 0      | 9     | 0     | 1     |
| 2017                  | Toronto FC            | MLS                   | 5           | 1           | 0           | 1                     | 0                     | 0                     | -                              | -                              | -                              | -                              | 0      | 0      | 0      | 6     | 1     | 0     |
| 2018                  | Toronto FC            | MLS                   | 18          | 0           | 1           | 4                     | 0                     | 1                     | LCC+CC                         | 4+0                            | 1+0                            | 0                              | -      | -      | -      | 26    | 1     | 2     |
| 2019                  | Toronto FC            | MLS                   | 9           | 1           | 0           | 3                     | 0                     | 0                     | LCC                            | 1                              | 0                              | 0                              | 0      | 0      | 0      | 13    | 1     | 0     |
| Sous-total            | Sous-total            | Sous-total            | 127         | 2           | 9           | 19                    | 0                     | 2                     | -                              | 22                             | 1                              | 3                              | 0      | 0      | 0      | 168   | 3     | 14    |
| 2020                  | Real Salt Lake        | MLS                   | 0           | 0           | 0           | -                     | -                     | -                     | -                              | -                              | -                              | -                              | -      | -      | -      | 0     | 0     | 0     |
| 2021                  | Real Salt Lake        | MLS                   | 8           | 0           | 0           | -                     | -                     | -                     | -                              | -                              | -                              | -                              | 1      | 0      | 0      | 9     | 0     | 0     |
| Sous-total            | Sous-total            | Sous-total            | 8           | 0           | 0           | 0                     | 0                     | 0                     | -                              | 0                              | 0                              | 0                              | 1      | 0      | 0      | 9     | 0     | 0     |
| 2022                  | Forge FC              | PLCan                 | 20          | 1           | 1           | 2                     | 0                     | 1                     | LCC                            | 2                              | 0                              | 0                              | 3      | 0      | 0      | 27    | 1     | 2     |
| 2023                  | Forge FC              | PLCan                 | 11          | 0           | 1           | 3                     | 0                     | 0                     | -                              | -                              | -                              | -                              | -      | -      | -      | 14    | 0     | 1     |
| Sous-total            | Sous-total            | Sous-total            | 31          | 1           | 2           | 5                     | 0                     | 1                     | -                              | 2                              | 0                              | 0                              | 3      | 0      | 0      | 41    | 1     | 3     |
| Total sur la carrière | Total sur la carrière | Total sur la carrière | 166         | 3           | 11          | 24                    | 0                     | 3                     | -                              | 24                             | 1                              | 3                              | 4      | 0      | 0      | 218   | 4     | 17    |

## Palmarès

### En club
Toronto FC
- Vainqueur de la Coupe MLS en 2017
- Vainqueur de la Supporters' Shield en 2017
- Vainqueur de l'Association de l'Est de la MLS en 2016, 2017 et 2019
- Vainqueur du Championnat canadien en 2012, 2016, 2017 et 2018

### Distinctions individuelles
- Élu joueur canadien des moins de 20 ans de l'année en 2011[18]